# さすらう若者の歌
『さすらう若者の歌』（さすらうわかもののうた、独語：Lieder eines fahrenden Gesellen ）または「さすらう若人の歌」（さすらうわこうどのうた）は、グスタフ・マーラーの歌曲集のうち、統一テーマによって作曲された最初の連作歌曲集である。低声とピアノ（もしくはオーケストラ）伴奏のために作曲されている。マーラー自身の悲恋に触発されて作曲されたものと広く信じられてきた。マーラーの最も有名な作品の一つとなっている。
以下の4曲からなる。
1. 恋人の婚礼の時 Wenn mein Schatz Hochzeit macht
2. 朝の野を歩けば Ging heut' morgens übers Feld
3. 僕の胸の中には燃える剣が Ich hab' ein glühend Messer
4. 恋人の青い目 Die zwei blauen Augen

全4曲の演奏時間は約16分。

## 作曲史
本作の成立史は複雑となっており、跡付けがしにくい。どうやら1884年12月には着手され、1885年には完成していたらしい。しかしながら、おそらく1891年から1896年にかけて大幅に改訂を行なっている。1890年代初頭にはピアノ伴奏の原曲にオーケストレーションを施している。こうした成り行きから、現存する資料ごとにさまざまな食い違いが認められる。
初演が行われたのは、どうやら管弦楽伴奏版（1896年）が先だったようだが、ピアノ伴奏版の初演が数えられなかったという可能性もなくはない。1897年出版。
マーラー自身の作詞によるが、マーラーお気に入りのドイツ民謡集『子供の魔法の角笛』に影響されており、第1曲は実際に『子供の魔法の角笛』の "Wann [ママ] mein Schatz"を下敷きにしている。
曲名は日本語では「さすらう若者の歌」と訳されているが、ドイツ語の “ein Geselle” とは、フリッツ・シュピーグルが指摘しているように、「マイスター（親方）」の称号を取得するために、ドイツ語圏を広く渡り歩いた職人のことを指している。親方の称号を手に入れられずにいるベテラン職人のことも言うため、必ずしも「若人」とは限らない。このような遍歴職人は徒弟と親方の中間に当たり、伝統的に各地のさまざまな親方の下で日雇いで修行を積んだ。したがって、より適切な日本語訳は「遍歴職人の歌」となろう。なお、ドイツのマイスター制度には、一般にLehrling（見習い、徒弟）、Geselle（職人）、Meister（親方）の3段階があり、職人は、いわば武者修行として、自分の居住地から離れて、一定期間、他の親方のもとで仕事を学ぶという習慣があった。このような職人は、やがて定住することも多かった。
このように明記すると、この連作には一種の自叙伝的な側面が浮かび上がる。新進気鋭の作曲家および指揮者として、マーラー自身がどこかしら「学生」と「マイスター（巨匠）」のはざまにいて、技能を磨き、偉大な巨匠から学びながら、実際に数々の都市を遍歴したからである（バート・ハル、ライバッハ、オルミュッツ、カッセル、ハンブルク、ウィーンなど）。

## 編成
| 木管   | 木管                                 | 金管   | 金管   | 打     | 打                       | 弦     | 弦     |
| ------ | ------------------------------------ | ------ | ------ | ------ | ------------------------ | ------ | ------ |
| Fl.    | 3（ピッコロ1持ち替え）               | Hr.    | 4      | Timp.  | 1                        | Vn.1   | ●      |
| Ob.    | 2（イングリッシュ・ホルン1持ち替え） | Trp.   | 2      | 他     | トライアングル、シンバル | Vn.2   | ●      |
| Cl.    | 3（バス・クラリネット1持ち替え）     | Trb.   | 3      | 他     | トライアングル、シンバル | Va.    | ●      |
| Fg.    | 2                                    | 他     |        | 他     | トライアングル、シンバル | Vc.    | ●      |
| 他     |                                      | 他     | Cb.    | 他     | トライアングル、シンバル | ●      |        |
| その他 | その他                               | ハープ | ハープ | ハープ | ハープ                   | ハープ | ハープ |

## 曲目解説・歌詞
この歌曲の“Lider eines fahrenden Gesellen”の単語訳は“歌・一人の・旅するもの・職人”である。この歌詞を書いた若きマーラーは報われない片思いの女性歌手に夢中になった。

### 第1曲「恋人の婚礼の時」
男は、恋人を失った悲しみを他人に打ち明けている。男は世界の美しさについて語るが、それは悲しい夢から自分を目覚めさせてはくれないのだ。オーケストラの質感は、ダブルリードや弦楽器の多用によって、甘く切ない。
Wenn mein Schatz Hochzeit macht,

Fröhliche Hochzeit macht,

Hab' ich meinen traurigen Tag!

Geh' ich in mein Kämmerlein,

Dunkles Kämmerlein,

Weine, wein' um meinen Schatz,

Um meinen lieben Schatz!

Blümlein blau! Blümlein blau!

Verdorre nicht! Verdorre nicht!

Vöglein süß! Vöglein süß!

Du singst auf grüner Heide.

Ach, wie ist die Welt so schön!

Ziküth! Ziküth!

Singet nicht! Blühet nicht!

Lenz ist ja vorbei!

Alles Singen ist nun aus!

Des Abends, wenn ich schlafen geh',

Denk'ich an mein Leide!

An mein Leide!
愛しい人が婚礼をあげるとき、

幸せな婚礼をあげるとき、

私は喪に服す！

私は自分の小部屋、

暗い小部屋に行き、

泣きに泣く、愛しい人を想って、

恋しく愛しい人を想って！

青い小花よ！ 青い小花よ！

しぼむな！ しぼむな！

甘い小鳥よ！ 甘い小鳥よ！

君は緑なす野原の上で、こうさえずる。

「ああ、この世って、なんて美しいの！

ツィキュート！ ツィキュート！」

歌うな！ 咲くな！

春はもう過ぎたんだ！

歌はすべて終わった。

夜、私が眠りに入るときも、

私は苦しみを思うだろう！

苦しみを！

### 第2曲「朝の野を歩けば」
曲集中で最も陽気な楽曲。実際にも歌われているのは、鳥のさえずりや牧場のしずくのような何気ないものの中で、美しい自然界を練り歩く喜びであり、「これが愛すべき自然ではないというのか?」という自問自答がルフランで繰り返される。しかしながら、男は最後になって、恋人が去ってしまった以上、自分の幸せが花開くこともないのだと気づいてしまう。管弦楽伴奏版は、繊細な音色操作が行われ、高音域で弦楽器やフルートが利用され、トライアングルもかなり活用されている。この曲の旋律は交響曲第1番の第1楽章にも利用された。
Ging heut morgen übers Feld,

Tau noch auf den Gräsern hing;

Sprach zu mir der lust'ge Fink:

"Ei du! Gelt?

Guten Morgen! Ei gelt?

Du! Wird's nicht eine schöne Welt?

Zink! Zink!

Schön und flink!

Wie mir doch die Welt gefällt!"

Auch die Glockenblum' am Feld

Hat mir lustig, guter Ding',

Mit den Glöckchen, klinge, kling,

Ihren Morgengruß geschellt:

"Wird's nicht eine schöne Welt?

Kling, kling! Schönes Ding!

Wie mir doch die Welt gefällt! Heia!"

Und da fing im Sonnenschein

Gleich die Welt zu funkeln an;

Alles Ton und Farbe gewann

Im Sonnenschein!

Blum' und Vogel, groß und Klein!

"Guten Tag,

ist's nicht eine schöne Welt?

Ei du, gelt? Schöne Welt!"

Nun fängt auch mein Glück wohl an?

Nein, nein, das ich mein',

Mir nimmer blühen kann!
今朝、野を行くと、

露がまだ草の上に残っていた。

こう、陽気な花鶏（アトリ）が話しかけてきた。

「やあ君か！ そうだろう？

おはよう、いい朝だね！ ほら、そうだろ？　

なあ君！ なんて美しい世界じゃないか？

ツィンク！ ツィンク！

美しいし、活気に溢れてるよなあ！

なんて、この世は楽しいんだろう！」

それに、野の上のツリガネソウは

陽気に、心地よく、

その可愛らしいツリガネで、キーン、コーンと、

朝の挨拶を鳴り響かせた。

「なんて美しい世界じゃない？

カーン、コーン！ 美しいものねえ！

なんて、この世は楽しいんだろう！ ああ！」

そして、陽の光をあびて

たちまち、この世は輝きはじめた。

あらゆるものが音と色を得た—

陽の光をあびて！

花も鳥も、大きいものも小さいものも！

「こんにちは、いい日和だね、

なんて美しい世界じゃないか？

ほら君、そうだろう? 美しい世界だろう！」

では、いまや私の幸せも始まったのだろうか？

いいや、いいや、私の望むものは

決して花開くことがない！

### 第3曲「僕の胸の中には燃える剣が」
絶望の表現に満たされている。主人公は、失った恋人が自分の心臓に鋼のナイフを突き立てたという思いに苦しんでいる。主人公は、身の回りのすべてのものが恋人を連想させるというほどに、明らかに執念にとり憑かれており、自分にナイフがあればよいとさえ願う。音楽は濃密かつ感動的で、主人公の妄執の悩ましさに一致している。
Ich hab'ein glühend Messer

Ein Messer in meiner Brust,

O weh! Das schneid't so tief

in jede Freud' und jede Lust.

Ach, was ist das für ein böser Gast!

Nimmer hält er Ruh',

Nimmer hält er Rast,

Nicht bei Tag, noch bei Nacht, wenn ich schlief!

O weh! O weh!

Wenn ich den Himmel seh',

Seh'ich zwei blaue Augen stehn!

O weh! O weh! Wenn ich im gelben Felde geh',

Seh'ich von fern das blonde Haar im Winde wehn!

O weh! O weh!

Wenn ich aus dem Traum auffahr'

Und höre klingen ihr silbern' Lachen,

O weh! O weh!

Ich wollt', ich läg' auf der Schwarzen Bahr',

Könnt' nimmer, nimmer die Augen aufmachen!
燃え盛るナイフが、

一本のナイフが胸の中に！

おお、痛い! ナイフは余りにも深々と

喜びと楽しみ一つ一つに突き刺さっている。

ああ、なんと忌まわしい客なんだろうか！

決して休むことなく、

決して止むことなく、

昼となく、夜となく、眠っている間にも！

おお、痛い！ おお、痛い！

空を見ると、

二つの青い眼が見える！

おお、痛い！ おお、痛い！ 黄色の野を行くと、

ブロンドの髪が風になびいているのが見える！

おお、痛い！ おお、痛い！

夢からとび起きて、

彼女の白銀のような笑みが聞こえたとき、

—おお、痛い！ おお、痛い！—

こう願った、私が黒い棺に横たわっていたならと、

目が二度と、二度と開かなかったならと！

### 第4曲「恋人の青い瞳」
明らかに解決の楽章である。控えめで穏やかで叙情的で、和声法はしばしばコラール風である。恋人のまなざしの面影にどんなに自分が苦しめられたか、もう耐えられないほどだと歌われている。男は菩提樹の木陰に横たわり、何事も起こらなければよい、万事好転すればよい（「何もかも。恋も、悲しみも、世界も、夢も!」）と願いながら、花びらが体の上に覆いかぶさるのに任せる。この曲の旋律も交響曲第1番の第3楽章に転用された。
Die zwei blauen Augen

von meinem Schatz,

Die haben mich in die

weite Welt geschickt.

Da mußt ich Abschied nehmen vom allerliebsten Platz!

O Augen blau, warum habt ihr mich angeblickt?

Nun hab'ich ewig Leid und Grämen.

Ich bin ausgegangen in stiller Nacht

Wohl über die dunkle Heide.

Hat mir niemand ade gesagt, ade!

Mein Gesell' war Lieb' und Leide!

Auf der Straße steht ein Lindenbaum,

Da hab'ich zum ersten Mal im Schlaf geruht!

Unter dem Lindenbaum, der hat

Seine Blüten über mich geschneit,

Da wußt'ich nicht, wie das Leben tut,

War alles, ach, alles wieder gut!

Alles! Alles, Lieb und Leid

Und Welt und Traum!
二つの青い眼、

愛しい人のが、

私をこの

広い世界へと追いやった。

さあ、私は最愛の地に別れを告げなければ！

おお、青い眼よ、なぜ私を見つめたりしたんだ？

いま私にあるのは、永遠の苦しみと嘆きだ。

私は旅立った、静かな夜に、

暗い荒れ野をすっぽりと包む夜に。

惜別を私に告げる者などいないが—さらばだ！

私の仲間は愛と苦しみだった！

街道のそばに、一本の菩提樹がそびえている。

その蔭で、はじめて安らかに眠ることができた。

菩提樹の下、

花びらが私の上に雪のように降り注いだ。

人生がどうなるかなんて知りもしないが、

全て—ああ—全てが、また、素晴らしくなった。

全て！ 全てが、恋も、苦しみも、

現（うつつ）も、夢も！

## 合唱版
- 男声合唱とピアノのための「さすらう若人の歌」
  - 福永陽一郎の編曲で、男声合唱のレパートリーとして定着している[1]。
  - 初演年は定かではないが、確認できる限りにおいては、1966年、慶應義塾ワグネル・ソサィエティー男声合唱団の第91回定期演奏会における畑中良輔指揮での演奏が最古である[2]。
  - 福永の楽譜は合唱部分の音だけが記載されたものであったため、1980年、東西四大学合唱演奏会[注 1]における早稲田大学グリークラブの演奏に際して、当時の部員の川元啓司がピアノ伴奏のついた歌曲の楽譜を購入して、手書きで合唱とピアノによる楽譜を作ったという[3]。
  - その後、男声合唱版の楽譜は1997年にサニーサイドミュージックより出版されたが、当時のタイトルは『男声合唱とピアノの為の「さすらう若人の歌」』であった[4]。
  - さらに2010年、マーラーの生誕150周年を記念して、カワイ出版より、『男声合唱とピアノのための「さすらう若人の歌」』にタイトルが改められて復刻出版された[5]。

混声合唱とピアノのための「さすらう若人の歌」
  - 大竹くみの編曲で、コーラスめっせ2010（2010年）において、伊東恵司指揮にて淀川混声合唱団によって初演された[6]。
  - 原曲の調性と同じ調で編曲されているので、オーケストラの伴奏でも歌うことができるようになっている[1]。
  - 2010年、マーラーの生誕150周年を記念して、カワイ出版より出版された[1]。